# Andreas Keller
Andreas Keller (West-Berlijn, 1 oktober 1965) is een voormalig hockeyer uit Duitsland, die speelde als middenvelder. Met de Duitse nationale hockeyploeg nam hij driemaal deel aan de Olympische Spelen (1984, 1988 en 1992). 
Bij zijn laatste olympische optreden, in 1992 in Barcelona, won Keller de gouden medaille met de Duitse ploeg, die destijds onder leiding stond van bondscoach Paul Lissek. Vier jaar eerder in Seoul legde hij beslag op de zilveren medaille met Die Mannschaft. Ook in Los Angeles, bij zijn olympische debuut, won Keller zilver.
Keller speelde in totaal 226 interlands voor zijn vaderland in de periode 1983-1993, waarvan 28 duels in de zaal. In clubverband kwam hij uit voor Berliner HC. Keller komt uit een Duitse hockeydynastie: zijn grootvader Erwin won de zilver medaille bij de Olympische Spelen van 1936, zijn vader Carsten debuteerde in 1960 bij de Spelen en won in 1972 de gouden medaille. Zijn jongere broer Florian en zus Natascha speelden ook hockey op het hoogste niveau en kwamen beiden eveneens uit voor de nationale ploeg van Duitsland. Keller stapte na zijn actieve loopbaan het trainersvak in.

## Erelijst
- 1984 –  Olympische Spelen in Los Angeles
- 1987 –  Champions Trophy in Amstelveen
- 1988 –  Champions Trophy in Lahore
- 1988 –  Olympische Spelen in Seoul
- 1989 –  Champions Trophy in Berlijn
- 1990 –  Champions Trophy in Melbourne
- 1991 –  Champions Trophy in Berlijn
- 1992 –  Champions Trophy in Karachi
- 1992 –  Olympische Spelen in Barcelona

Christian Bassemir · 
Stefan Blöcher · 
Dirk Brinkmann · 
Heiner Dopp · 
Carsten Fischer · 
Tobias Frank · 
Volker Fried · 
Thomas Gunst · 
Uli Hänel · 
Karl-Joachim Hürter · 
Andreas Keller · 
Felix Krull · 
Michael Peter  · 
Thomas Reck · 
Ekkhard Schmidt-Opper · 
Markku Slawyk · 
Coach: Klaus Kleiter
Stefan Blöcher · 
Dirk Brinkmann · 
Thomas Brinkmann · 
Heiner Dopp  · 
Hans-Henning Fastrich · 
Carsten Fischer · 
Tobias Frank · 
Volker Fried · 
Uli Hänel · 
Michael Hilgers · 
Andreas Keller · 
Michael Metz · 
Andreas Mollandin · 
Thomas Reck · 
Christian Schliemann · 
Ekkhard Schmidt-Opper · 
Coach: Klaus Kleiter
Andreas Becker · 
Christian Blunck · 
Carsten Fischer · 
Volker Fried  · 
Michael Hilgers · 
Andreas Keller · 
Michael Knauth · 
Oliver Kurtz · 
Christian Mayerhöfer · 
Sven Meinhardt · 
Michael Metz · 
Klaus Michler · 
Christopher Reitz · 
Stefan Saliger · 
Jan-Peter Tewes · 
Stefan Tewes · 
Coach: Paul Lissek